# Ludwik Fleck
Ludwik Fleck, poljski mikrobiolog, zdravnik in teoretik znanosti, * 11. julij 1896, Lvov, † 5. junij 1961, Ness-Ziona, Izrael.

## Življenje in delo
Po končani poljski gimnaziji je študiral medicino na Univerzi Jana Kazimierza v rodnem Lvovu. Študij je prekinil zaradi vojaščine in ga nato uspešno končal. 1920. je postal asistent Rudolfa Weigla, znanega specialista za tifus, v njegovem raziskovalnem laboratoriju v Przemyślu, leto pozneje pa na Katedri za splošno biologijo Univerze Jana Kazimierza. Leta 1923 se je poročil in dobil sina. Nato je bil nekaj let vodja bakteriolškega laboratorija Splošne bolnišnice v Lvovu. Po šesttedenskem bivanju v serološkem inštitutu na Dunaju, kjer je končal bakteriološko specializacijo, je 1927 postal direktor bakteriološkega inštituta lvovskega urada za socialno zavarovanje. Od 1935 je delal samo še v lastnem bakteriološkem laboratoriju, ki ga je ustanovil 1923.
V tem času je razvil lastno metodo diagnosticiranja tifusa ter skušal izboljšati načine za razpoznavanje sifilisa in tuberkuloze; objavil je 39 člankov s področij serologije, hematologije, imunologije in bakteriologije v poljskih in v tujih znanstvenih revijah. Vzporedno z znanstvenim delovanjem je razvijal tudi svojo teorijo znanosti. Prvi tak članek je izdal leta 1927 (»O nekaterih posebnih značilnostih razmišljanja zdravnikov«), nato pa 1929 v nemščini izide »O krizi 'dejanskosti'«. Najbolj je znano njegovo knjižno delo iz 1935 (izšlo v nemščini): »Entstehung und Entwicklung einer wissenschaftlichen Tatsache. Einführung in die Lehre vom Denkstil und Denkkollektiv.« (Nastanek in razvoj znanstvenega dejstva. Uvod v nauk o miselnem stilu in miselnem kolektivu.) Približno sočasno je v poljski reviji Przegląd Filozoficzny (Filozofska revija) objavil še dva teoretska članka (1934 in 1935) ter dva poljudna članka v eni poljski in eni nemški medicinski reviji.
Po tem, ko je septembra 1939 Rdeča armada zasedla Lvov, je postal docent na Ukrajinskem medicinskem institutu ter svetovalec v Vojaškem bakteriološkem laboratoriju. Že slabi dve leti pozneje so mesto zasedle nemške sile in jeseni je Fleck pristal v lvovskem judovskem getu, kamor so ga skupaj z družino zaradi judovskega rodu deportirali nacisti. V getu je spričo slabih bivanjskih in higienskih razmer razsajal tifus. A je Fleck v teh težkih razmerah še vedno lahko uporabil svoje medicinsko znanje. Tako mu je uspelo iz urina tifusnih bolnikov izolirati bakterije tifusa, iz katerih je nato pripravil cepivo in ga testiral na zajcih. Z dovoljenjem nacističnih oblasti je precepil nekaj sto oseb.
Po tem dogodku so ga premestili v farmacevtsko tovarno, da bi se seznanil z nemško tehnologijo proizvodnje cepiv. Že nekaj tednov pozneje so ga z družino premestili v koncentracijsko taborišče v Auschwitzu, kjer so se vsi trije nalezli tifusa, vendar jim je najbrž cepivo rešilo življenja. Živeli so skupaj, kar je bila v bloku 10, kjer so nemški zdravniki izvajali zloglasne poskuse, nanavadna izjema. Fleck je tukaj bil vodja skupine taboriščnikov, ki je diagnosticirala bolezni. Konec 1943 so ga po odredbi iz Berlina premestili v laboratorij v taborišče Buchenwald, kjer so izdelovali cepiva.
Po vojni je deloval na univerzi v Lublinu, na raziskovalnem inštitutu v Varšavi, postal je tudi član Poljske akademije znanosti. Leta 1956 se je preselil v Izrael, kjer je nadaljeval s svojimi raziskavami na področju bakteriologije in eksperimentalne patologije. Umrl je leta 1961.